# Julija Loban
Julija Loban (ukrainisch Юлія Лобан, englisch Yuliya Loban; * 7. August 2000) ist eine ukrainische Leichtathletin, die sich auf den Siebenkampf spezialisiert hat.

## Sportliche Laufbahn
Erste internationale Erfahrungen sammelte Julija Loban im Jahr 2019, als sie bei den U20-Europameisterschaften in Borås mit 5281 Punkten auf den zwölften Platz im Siebenkampf gelangte. 2021 erreichte sie bei den U23-Europameisterschaften in Tallinn mit 5638 Punkten Rang zehn und im Jahr darauf wurde sie bei den Hallenweltmeisterschaften in Belgrad mit 4192 Punkten Zehnte im Fünfkampf. Im Juni siegte sie mit 5681 Punkten im Siebenkampf bei den Balkan-Meisterschaften in Craiova und gelangte anschließend bei den Europameisterschaften in München mit 5846 Punkten auf Rang zwölf. 2023 erreichte sie bei den Halleneuropameisterschaften in Istanbul mit 4091 Punkten Platz zwölf im Fünfkampf. Im August gewann sie bei den World University Games in Chengdu mit 6063 Punkten die Silbermedaille hinter der Österreicherin Isabel Posch. Im Jahr darauf gelangte sie bei den Hallenweltmeisterschaften in Glasgow mit 4402 Punkten auf den sechsten Platz im Fünfkampf. Im Juni musste sie ihren Wettkampf bei den Europameisterschaften in Rom vorzeitig beenden. 2025 wurde sie bei den Halleneuropameisterschaften in Apeldoorn mit 4277 Punkten Zwölfte im Fünfkampf und kurz darauf gelangte sie bei den Hallenweltmeisterschaften in Nanjing mit 4124 Punkten ebenfalls auf Rang zwölf.
In den Jahren 2023 und 2024 wurde Loban ukrainische Hallenmeisterin im Fünfkampf.

## Persönliche Bestleistungen
- Siebenkampf: 6065 Punkte, 28. Mai 2023 in Götzis
  - Fünfkampf (Halle): 4537 Punkte, 4. Februar 2024 in Tallinn